# Olsen-banden på spanden
Olsen-banden på spanden är en dansk komedifilm i regi av Erik Balling som hade premiär den 3 oktober 1969. Det är den andra filmen i filmserien om Olsen-ligan. I huvudrollerna som Egon, Benny och Kjeld ses Ove Sprogøe, Morten Grunwald och Poul Bundgaard.

## Handling
När Egon Olsen kommer ut ur fängelset har han blivit en laglydig medborgare. Detta är kopplat till hans kärlek till socialassistenten Bodil Hansen. Det tar dock inte lång tid innan det gamla gänget återförenas som följd av att ett gäng amerikanska gangstrar begår en stöld som Olsen-banden blir misstänkta för.

## Om filmen

### Norsk version
Olsenbanden och Dynamit-Harry från 1970 är norsk version av denna film.

### Priser
Preben Kaas tilldelades Bodilpriset för bästa manliga biroll för sin roll som Dynamit-Harry.

## Rollista (i urval)
- Ove Sprogøe - Egon Olsen
- Morten Grunwald - Benny Frandsen
- Poul Bundgaard - Kjeld Jensen
- Kirsten Walther - Yvonne Jensen
- Ghita Nørby - socialassistent Bodil Hansen
- Peter Steen - kriminalinspektör Mortensen
- Preben Kaas - Harry "Dynamit-Harry" Frandsen, Bennys bror
- Poul Reichhardt - polischefen
- Paul Hagen – bartender Hansen
- Karl Stegger – K.O.R.S. kommissarie
- Birger Jensen – Dynamit-Harrys lärling
- Jes Holtsø – Børge Jensen
- Harold J. Stone – Serafimo Mozzarella, amerikansk gangster
- Paul Hüttel – bankrånare
- Benny Hansen – polischaufför för Mortensen
- Ernst Meyer – skrämd man i bil under biljakt
- Poul Thomsen – arbetare på leksaksfabriken
- Bjørn Puggaard-Müller – vakt på Nationalbanken
- Svend Bille – direktör for leksaksfabriken Scan Toys
- Holger Vistisen – präst, som pratar i telefon
- Edward Fleming – Serafimos hantlangare
- Andrey Sallyman
- Gert Bastian
- Lise Henningsen
- Kirsten Hansen-Møller
- Anders Bodelsen
- Palle Kjærulff-Schmidt – chaufför under biljakt[4]